# Terror Háza Múzeum
A Terror Háza Múzeum a 20. századi diktatúrák áldozatainak emlékére létrehozott múzeum Budapesten, egy nagyon szimbolikus helyen, az Oktogon melletti Andrássy út 60. szám alatt. A századok magyarországi fasiszta és kommunista rezsimekkel kapcsolatos kiállításokat tartalmaz, valamint emléket állít ezeknek a rezsimeknek az áldozatainak, köztük az épületben fogva tartott, kihallgatott, megkínzott vagy megölt személyeknek. A múzeum 2002. február 24-én nyílt meg, azóta a múzeum főigazgatója Dr. Schmidt Mária. A Terror Háza az Európai Memória és Lelkiismeret Platformjának tagszervezete. A nevezetes látogatói, köztük Zbigniew Brzezinski, Francis Fukuyama és Hayden White nagyban dicsérték a múzeumot, annak kiállítását.
1944-ig az épület a nyilas párt székhelye, a Népköztársaság rezsimje alatt pedig Magyarország kommunista politikai rendőrségének, az ÁVH központja.
A Közép-és Kelet-Európa Történetét és Társadalmait Kutató és Tanulmányozó Alapítvány kezdeményezésére alapított hely mindenekelőtt emlékhely a két diktatúra áldozatainak tiszteletére. A kronológiai útvonalat tiszteletben tartva a látogatás az épület pincéivel, a politikai foglyok celláival és kínzási eszközeikkel zárul.
A fasiszta és kommunista hatalmak cselekedeteit, a korabeli dokumentumok vetítése formájában képviselik és magyarázzák: a nyilas párt politikája, Szálasi Ferenc, a náci ihletésű magyar párt elnöke, akit a német megszállók hatalomra helyeztek Magyarország megszállása után 1944-ben. Továbbá betekintést nyer az ezután következő kommunista uralom által elkövetett különféle visszaélésekre és a Magyar Szocialista Munkáspárt vezetői által alkalmazott terrorpolitikára (deportálások a szovjet Gulágba, politikai gyilkosságok, kihallgatások, az ellenfelek üldözése).
Ami a kommunizmust és a fasizmust illeti, kiállítás anyagot tartalmaz az akkori Magyarország, és a náci Németország és Szovjetunió viszonyáról. Tartalmaz olyan kiállításokat is, amelyek olyan magyar szervezetekkel kapcsolatosak, mint a fasiszta Nyilaskeresztes Párt és a kommunista ÁVH (amely hasonló volt a Szovjetunió KGB titkosrendőrségéhez). Az információk és a kiállított tárgyak nagy része magyar nyelvű, bár mindegyik szobához kiterjedt információs lap tartozik angolul és magyarul. Hangos útmutatók angol és német nyelven is rendelkezésre állnak. A kiállítás háttérzenéjét Kovács Ákos, a Bonanza Banzai egykori frontembere és producer írta. A látogatók nem fényképezhetnek és nem használhatnak videokamerát az épületen belül.

## Az épület

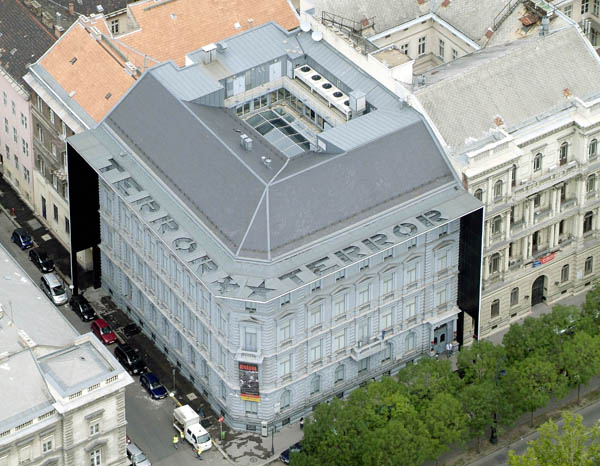
Terror Háza Múzeum – légi felvétel

Budapest, Andrássy út 60. A háromemeletes, neoreneszánsz épület 1880-ban Feszty Adolf tervei alapján polgári lakóháznak épült. A házat, amely Perlmutter Izsák festőművész tulajdona volt, a festő 1932-ben bekövetkezett halála után a Magyar Zsidó Múzeum és a Budapesti Zsidó Hitközség pesti jogelődje, a Pesti Izraelita Hitközség örökölte, de a haszonélvezeti jog Perlmutter özvegyét és leányát illette meg.
1937-ben új lakók béreltek helyiségeket a házban: a magyar nemzetiszocialista mozgalom Szálasi-féle szárnya, és ez az esemény előrevetítette az elkövetkező két évtized kegyetlenségeit, amelyeknek az épület szemtanújává vált.
Bár a Horthy-rendszer bebörtönözte Szálasit, hívei 1940-ben történt szabadulásáig is zavartalanul tartották gyűléseiket az Andrássy úti villában, amely 1940 után lett a főhadiszállásuk, és Szálasitól a Hűség Háza nevet kapta. 1944 őszén a sikertelen kiugrási kísérlet után a nyilasok vették át az uralmat Magyarországon. A Hűség Háza ekkor már begyűjtőhely és börtön is lett, itt tartották fogva és kínozták az ellenállókat és az ellenségnek kikiáltott áldozatokat.
1945 tavaszán, a szovjet csapatok bevonulásával véget ért a II. világháború és a nyilaskeresztes párt uralma is. Az Andrássy úti ház új gazdát kapott. A kommunisták hatalmát biztosítani hivatott politikai rendőrség vezetője, Péter Gábor kifejezetten ezt a házat kérte főhadiszállásnak a szervezet számára. A későbbi ÁVO és ÁVH emberei átalakítási munkálatokba kezdtek. Ennek oka az volt, hogy az egyre növekvő számú fogvatartottat nem tudták a cellákban elhelyezni. A környező épületek alatti pincéket is birtokba véve, pincebörtön-labirintust alakítottak ki az Andrássy út 60. szám alatt. A kommunista rendszer ellenségeinek kikiáltott embereket itt kínozták, ölték meg és csikartak ki belőlük vallomásokat.
Az egykor Hűség Háza, majd ÁVH székház 1956-ig szolgált az állami terror központjaként. Ezt követően az épületet átalakították, majd különböző cégek székházaként, illetve irodaházként működött. A pincében minden nyomot eltüntettek és KISZ klubot rendeztek be. Az épület Andrássy út felőli homlokzatán 1962-1992 között a CHEMOKOMPLEX Külkereskedelmi Vállalat neoncső reklámja világított.
A múzeum létrehozásakor a felújítás során a tetőél mentén végigfutó betűkre mint kreatív megoldású épületfeliratra – ahol a fény-árnyék hatások ismétlik meg a kiírást a homlokzaton – a WebUrbanist blog is felhívta a figyelmet.

## Alapítás

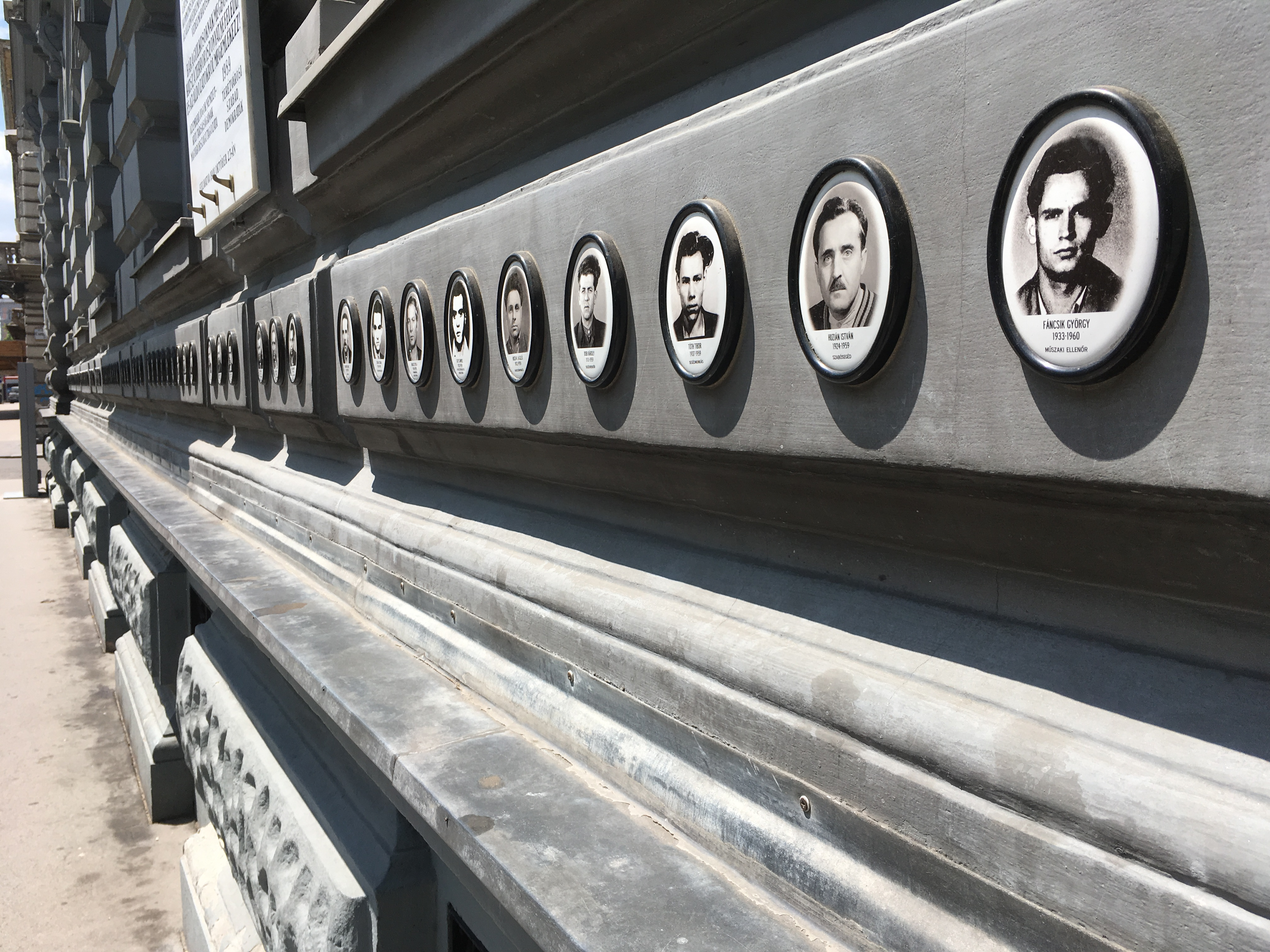
A homlokzat egy része

A Közép- és Kelet-európai Történelem és Társadalom Kutatásáért Közalapítvány 2000 decemberében vásárolta meg az épületet, hogy egy olyan múzeumot hozzon létre, amely a magyar történelem e két véres korszakát mutatja be. Az épületet Sándor János építész és Ferenczfy-Kovács Attila belsőépítész tervei alapján alakították át. A történelmi-szakmai koncepció Schmidt Mária nevéhez fűződik.

## Időszaki kiállítások 2002-től
2002
- Páneurópai piknik

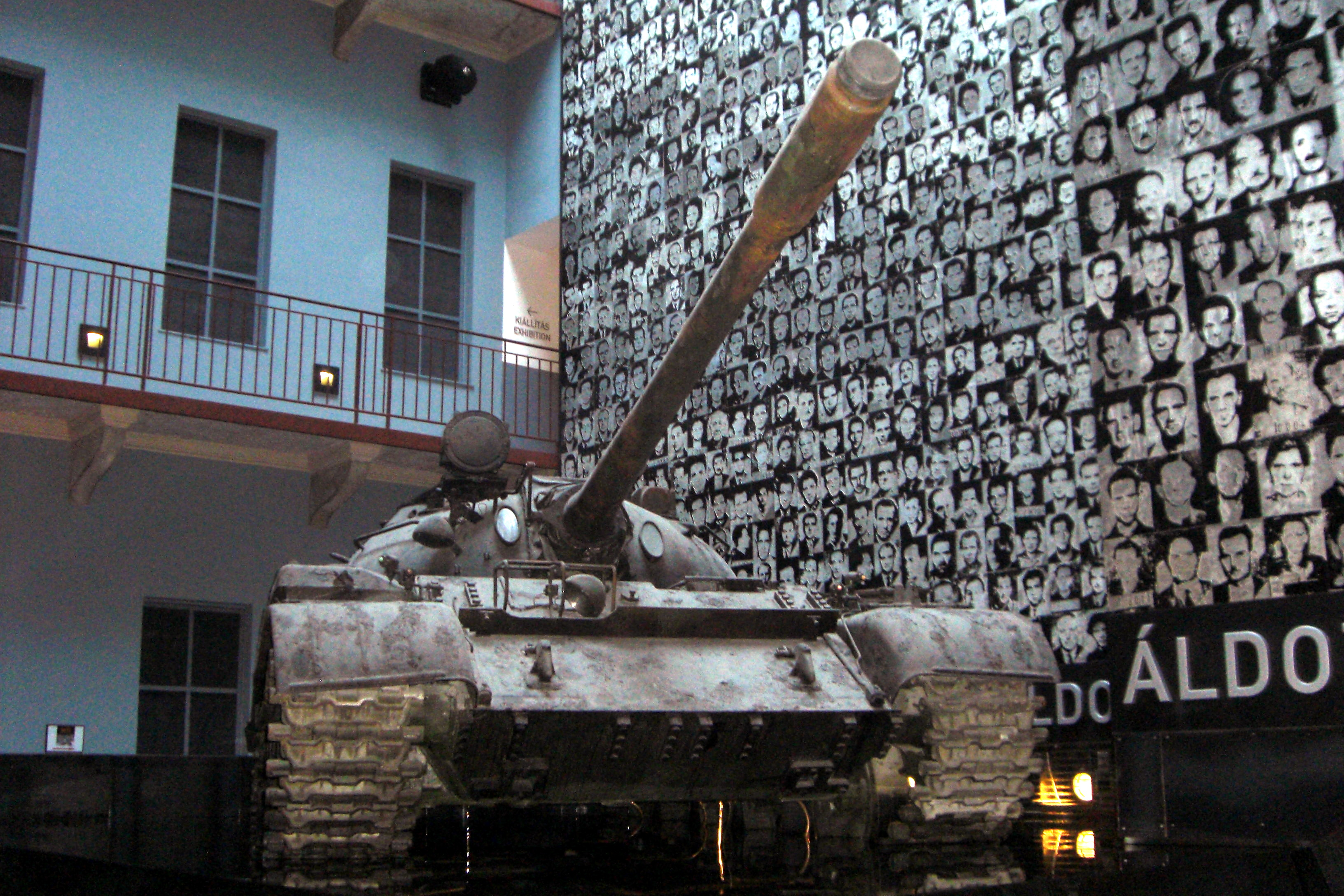
A tank egy másik szögből

- Hálózat – Ügynökvilág Magyarországon

2003
- Márton Áron emlékkiállítás
- Ki volt George Orwell? [3]
- A Valódi 1984[4]
- Éhínség Ukrajnában

2004
- Magyar tragédia 1944 – Holokauszt[5] (A kiállítás részeként Claude Lanzmann: Shoah című filmjének díszbemutatója)
- Ember az embertelenségben – Raoul Wallenberg

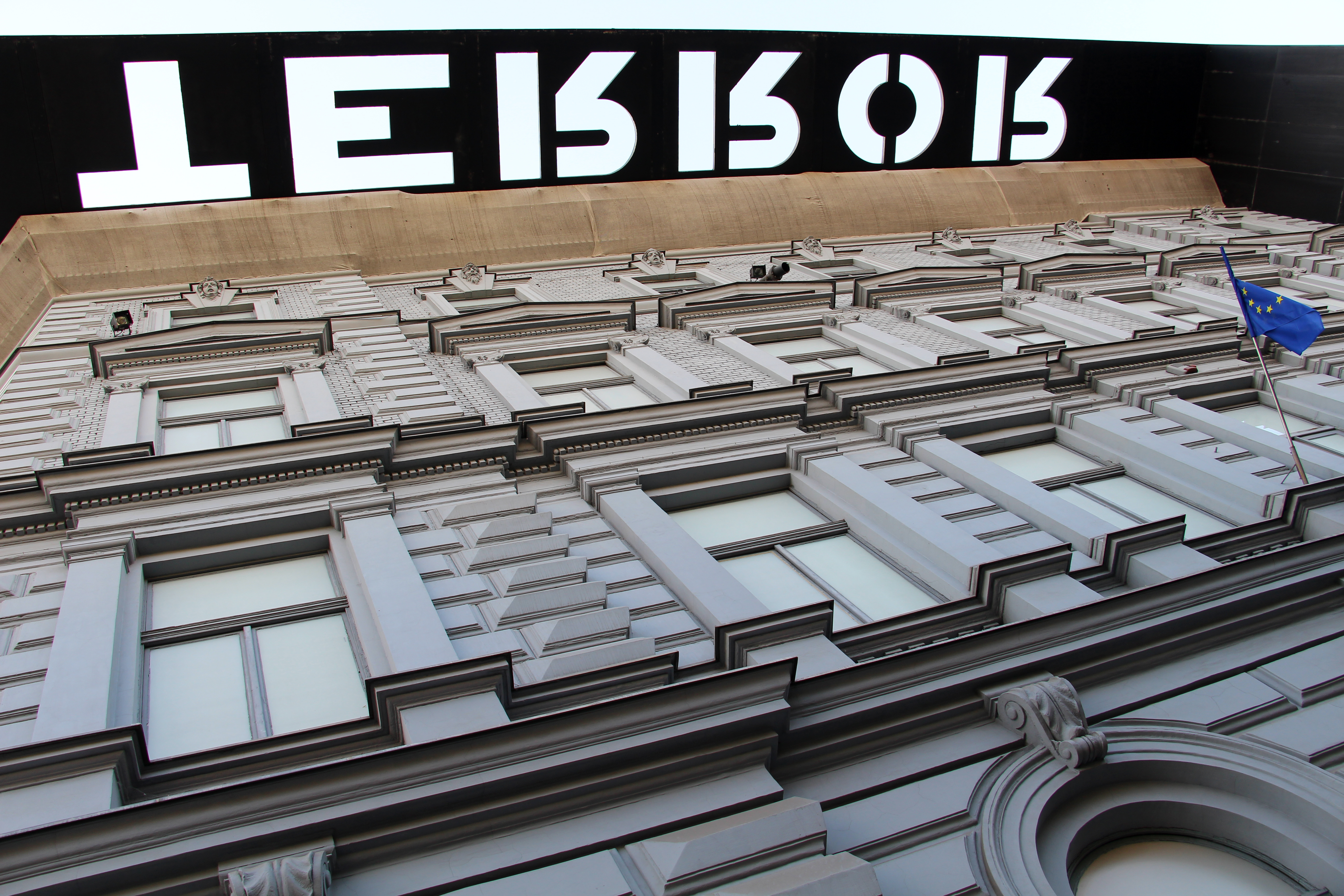
Az épület homlokzata

- Az épület homlokzataHetedíziglen – Gyermekek a holokausztban

2005
- Magyar Tragédia, 1945 – Jaj a legyőzötteknek! Rabszolgasorsra kényszerítve[6] (A kiállítás részeként Sára Sándor: Nehézsorsúak című dokumentumfilmjének díszbemutatója)

2006
- Magyar tragédia 1946 – Német sors Európában, sváb sors Magyarországon[7]
- Pesti srácok 1956[8]

2007
- Magyar tragédia 1947 – Magyar sors Csehszlovákiában[9]

2008
- Szabadság a paplan alatt – Szex, mint forradalom 1968- 2008[10]
- Eltiport tavasz – Prága 1968
- Katyn – tömeggyilkosság, politika, erkölcs

2009
- Átvágva – vasfüggöny, páneurópai piknik, rendszerváltoztatás

2010
- Lenin és Buddha – a kommunizmus hagyatéka az Urálon túl
- Egymásnak ítélve – cigány identitás a XXI. században

2011
- Magyar tragédia – Délvidék 1944-1945[11]
- Andrzej Przewoźnik-emlékkiállítás[12]

2012
- Raoul Wallenberg emlékkiállítás
- Bátran és szabadon – 10 éves a Terror Háza Múzeum
- A magyarok lelkiismerete – Mindszenty József (1892-1975)

2013
- A berlini forradalom
- Egy orosz hazafi: Alekszandr Szolzsenyicin (1918-2008)

2014
- Átlépni a szabadságba

2015
- Rabszolgasorsra ítélve
- Először szabadon

2016

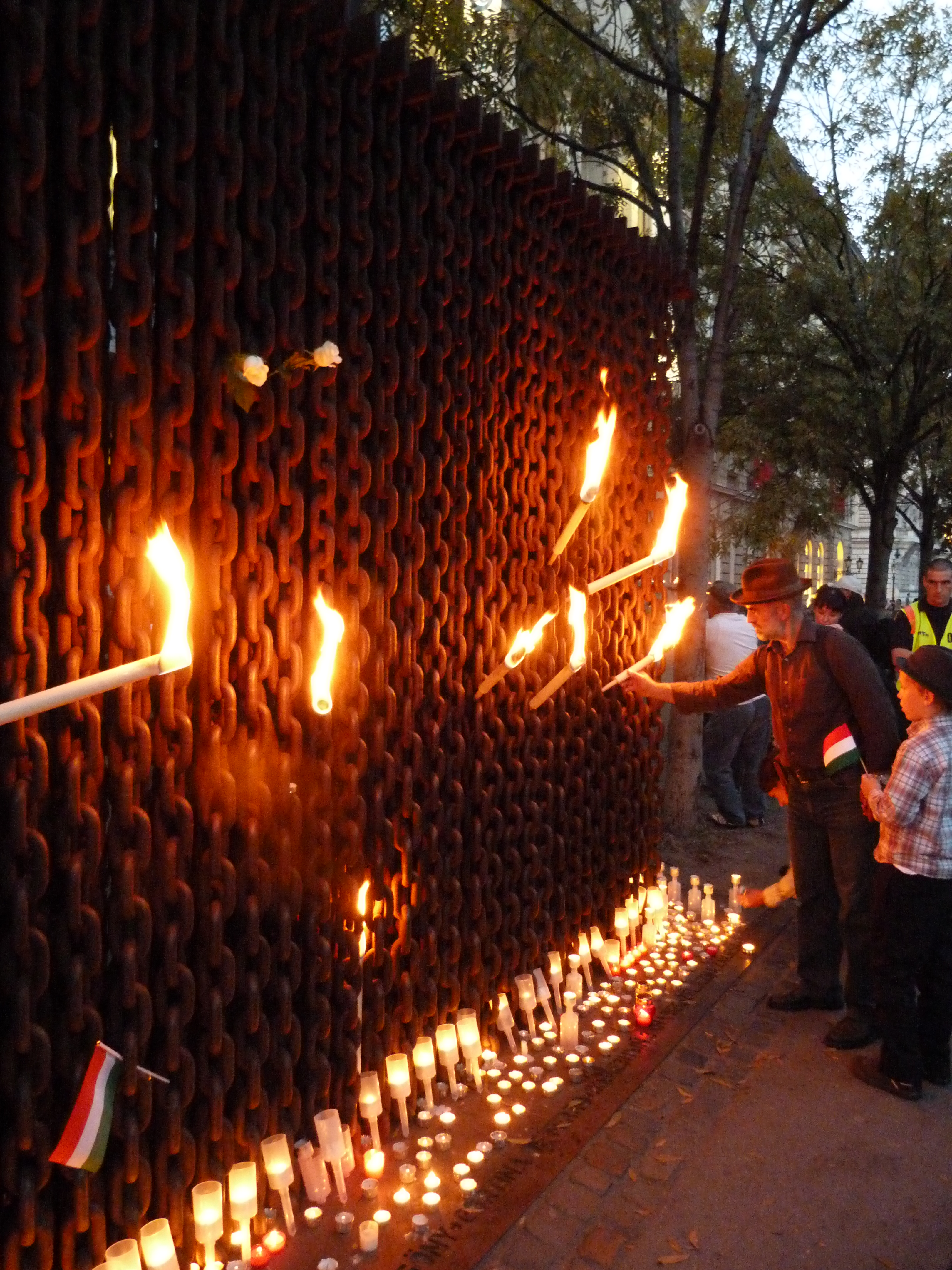
2013. október 23 -án

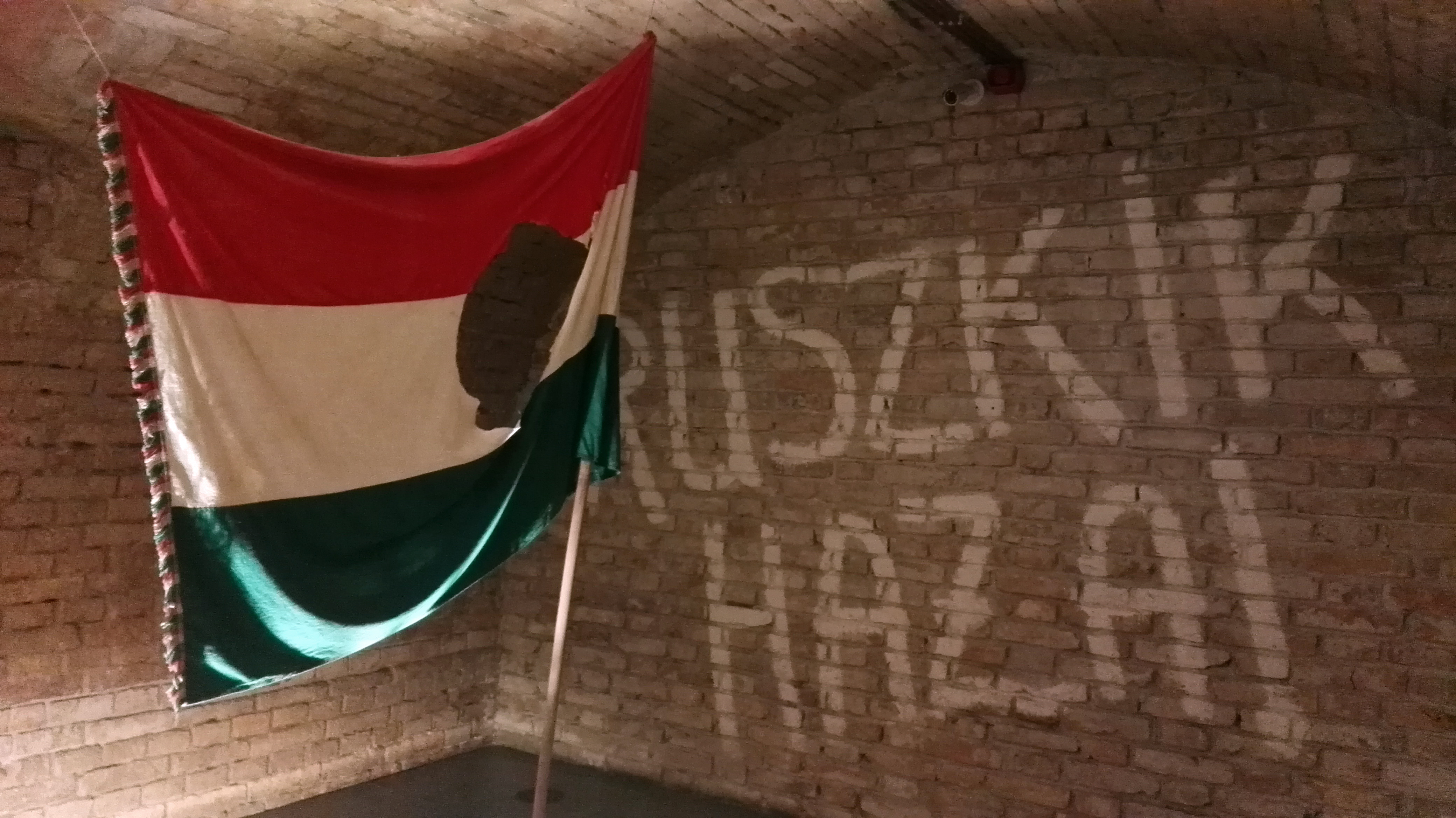
A forradalom híres „Ruszkik haza!” jelmondata és a lyukas zászló jelképe

- 1956 – A szabadságért és a függetlenségért
- Egy akaraton 1956–2016

2017
- 56 Múlt és jelen – képes időutazás
- Az akció fedőneve: Lenin – Német pénzzel Oroszország ellen

2019
- 30 éve szabadon – utcai tablókiállítás
- Hőseink 1956 – Cigány szabadságharcosok

2020
- Először szabadon – Az 1990-es első szabad választások plakátjai

2021
- Együtt, szabadon – tárlat a magyar cigányság hőseiről

2022–2024
- Együtt, szabadon – Magyar cigány hősök kültéri tablókiállítás

2022–2023
- A legmodernebb magyar nő – Slachta Margit

2024
- 1956 – MÚLT, NEM MÚLT – Lentikuláris fotókiállítás

2023–
- Nagy bűntetthez nagy eszme kell!

2025
Elfelejtettük volna? kültéri tablókiállítás

## Konferenciák
2003
- 100 éve született George Orwell – kerekasztal beszélgetés
- A berlini felkelés 50. évfordulója – konferencia
- Ki volt George Orwell? – kerekasztal – beszélgetés
- Orwell – nemzetközi konferencia
- Joszif Sztálin – ötven év távlatából – nemzetközi konferencia
- Éhínség Ukrajnában 1932-33 – nemzetközi történészkonferencia

2005
- Magyar tragédia 1944 – Vesztesnek lenni – nemzetközi konferencia

2006
- Magyar tragédia 1946 – Német sors Európában – sváb sors Magyarországon – nemzetközi konferencia

2007
- Szoros ellenőrzés alatt – kerekasztal – beszélgetés

2008
- Andrzej Wajda: Katyn – filmbemutató
- Ukrán éhínség – megemlékezés

2009
- Vasfüggöny-szobor avatása a Terror Háza Múzeum előtt
- Mészáros Márta: Utolsó jelentés Annáról – filmbemutató és kerekasztal-beszélgetés

2010
- Fekete március Marosvásárhely, 1990 – megemlékezés és díjátadó
- Szembesítés – Románia román szemmel – vetítéssorozat és kerekasztal-beszélgetés
- Megemlékezés Németország újraegyesítésének 20. évfordulója alkalmából – berlini fal egy darabjának felavatása a Terror Háza Múzeum előtt

2011
- Magyar tragédia – Délvidék 1944-1945 „Magyar voltál, ezért!” – kiállításmegnyitó
- Egymásnak ítélve – Fekete március Marosvásárhelyen – könyvbemutató
- Egy vidéki srác a gonosz birodalom ellen – Ronald Reagan (1911-2004) – nemzetközi konferencia
- „Úgy hevernek, mintha élnének” – Andrzej Przewoznik emlékkiállítás-megnyitó
- Magyar tragédia – Délvidék 1944-1947 – könyvbemutató
- Az újjászülető ember – Csingiz Ajtmatov emlékest
- „Kik Érted Haltak…” („1956 – Who Have Died for Thee”) – nemzetközi konferencia

Brindusa Armanca: Közelmúlt a médiában – Határesetek a szögesdróton – könyvbemutató
- Gyertyák a szabadságért – nemzetközi konferencia

2012
- Berényi András: Kárpátalja magyarsága – könyvbemutató
- „Behálózva” – könyvbemutató és beszélgetés az egyházi átvilágításokról
- Gondolatok a magyar és amerikai kapcsolatok 90. évfordulójára – Nancy Pelosi előadása
- M. Kiss Sándor: Közelítések – 1956 – könyvbemutató
- Európa szerencséje – nemzetközi konferencia
- A magyarok lelkiismerete – Mindszenty József (1892-1975) – nemzetközi konferencia
- Akkor és ma – Magyarok és románok a tragikus napokról – kerekasztal-beszélgetés
- Kényszerkirándulás a Szovjetunióba – Magyar deportáltak a KGB fogságában – 1956 – konferencia

2013
- Sándor István emléknap
- Sztálin-világ – A kommunizmus ára – nemzetközi konferencia
- Államférfinő – Margaret Thatcher (1925-2013) – emlékülés
- Franciaország szolgálatában – Charles de Gaulle (1890-1970)
- Világháború? Polgárháború? Testvérháború? 1914-1918
- Karlag – Emlékezet a jövő nevében
- Államférfinő – Margaret Thatcher (1925-2013)
- Mit vesztett Magyarország?
- Szolzsenyicin magyar szemmel – felolvasóest
- Albert Camus és Magyarország
- Mit kezdjünk vele? Horthy Miklós és kora

2014
- Nyugaton a helyzet változóban – könyvbemutató
- A Securitate célkeresztjében – könyvbemutató
- Szabadság / Harcosok válasza a kommunizmusra – kerekasztal-beszélgetés
- Haza, szeretet – a magyar ellenállási mozgalom 1944-ben – konferencia
- Joshua Muravchik: Földre szállt mennyország – könyvbemutató
- Az első világháború mint a kultúrák összecsapása – nemzetközi konferencia
- Korforduló – az első világháború mint a XIX. és a XX. század határa – konferencia

2015
- Új világ születik – műhelybeszélgetés
- Bátorságpróba – A második Orbán-kormány négy éve – konferencia
- Győztesek és legyőzöttek – az első világháború a másik szemszögéből nemzetközi konferencia
- „Hazatérnek. A magyar katona 1914-1918” és a „Megtizedelt évek” – könyvbemutató
- Mi lesz veled, Európa? – kerekasztal-beszélgetés
- Szakítópróba – Mi lesz veled, Európa? (2) – kerekasztal-beszélgetés

2016
- „Európa vagy keresztény lesz, vagy nem lesz” – Eötvös-előadás a Várkert Bazárban
- Közös múlt, közös jelen, közös jövő – könyvbemutató
- Mi lesz veled, Európa? "Wir schaffen das." – Biztos? – kerekasztal-beszélgetés
- Légy bátor, polgár! – könyvbemutató
- Hellasztól a Práter utcáig – Egy görög szabadságharcos a magyar forradalomban – könyvbemutató

2017
- Mi az a „trumpizmus?” – kerekasztal-beszélgetés
- Keresztesháború a hagyomány ellen – Eötvös-előadás a Várkert Bazárban
- Budapest Angyala – képregény-bemutató
- A CEU-vita – A baloldal sírásója – Összefüggések és értelmezések – kerekasztal-beszélgetés
- Körbejárni a hazát; A szöveg testén túl – könyvbemutató
- Az értelmiség esete a kidobóemberrel – kerekasztal-beszélgetés
- Miért jó nekünk a V4? – kerekasztal-beszélgetés
- Kik vagyunk? – Identitás és kultúra Közép-Európában – kerekasztal-beszélgetés

2018
- Értékek és válságok – könyvbemutató
- Kultúrharc 2018 – kerekasztal-beszélgetés
- A V4 szerepe Európa jövőjének formálásában – kerekasztal-beszélgetés
- Szentandrássy István festményei 1956 cigány hőseiről bélyegeken – bélyegbemutató a Nemzetközi Roma Nap alkalmából
- V4: Európa gazdasági motorja? – kerekasztal-beszélgetés
- „Mindig a haza” – Szili Katalin pályaíve – könyvbemutató
- Deutschland 2018: A széttépett ország – előadás és kerekasztal-beszélgetés
- Katonahősök – bélyegbemutató az első világháborús emlékév alkalmából
- Tisza István – könyvbemutató
- Petri 75 – Közelítés – könyvbemutató

2019
- Ellenállás és hazaszeretet – Rendíthetetlenek a totalitarizmus ellen – Tanácskozás a Terror Háza Múzeum és a budapesti Lengyel Intézet szervezésében
- Új világ született 1918–1923 – könyvbemutató
- Együtt, szabadon – rendezvény a Nemzetközi Roma Nap alkalmából
- Ki nyeri a XXI. századot? I. – Egy évtizeddel a gazdasági válság után – konferencia
- Épül a Washington–Budapest–Jeruzsálem tengely? – konferencia
- Új helyzet Európában? – Az EP-választás után – konferencia
- Álomszövők – Nőnek lenni a Kádár-korban – könyvbemutató
- Izrael és a választások – konferencia
- Mit szabad mondani a véleménynyilvánítás és a gondolat szabadságáról? – konferencia
- A történelem, ami nem ért véget – nemzetközi konferencia
- Anna Walentynowitz, a Szolidaritás Anyja – konferencia a Terror Háza Múzeum és a budapesti Lengyel Intézet szervezésében
- Budapest hegei – könyvbemutató
- Rendszerváltoztatók – bélyegbemutató a 30 éve szabadon emlékév alkalmából

2020
- Az első szabadon választott magyar kormány – bélyegbemutató a 30 éve szabadon emlékév alkalmából

2021
- Európa a XXI. században – Európa mi vagyunk
- Európa a XXI. században – Jobb/Közép

2022
- Vörös csillag a kereszt ellen – konferencia
- 20 éves a Terror Háza Múzeum – ünnepi koncertsorozat
- Európa a XXI. században – konferencia
- 30 éve szabadon esszépályázat – eredményhirdetés
- Nemzeti blokk – könyvbemutató
- Mi lett veled szociáldemokrácia? – könyvbemutató
- Van-e tovább? Ellenzéki helyzetértékelés – konferencia
- Európa zárójelben – könyvbemutató
- Korszakhatáron – könyvbemutató
- Látlelet az orosz–ukrán háborúról – könyvbemutató
- Miért került válságba az Európai Unió a globalizáció korában? – Eötvös-előadás
- Médiaegyensúly – konferencia
- Kamerapárbaj – Vitézy László pályája – könyvbemutató

2023
- Salazar ma – konferencia
- Én hősöm videópályázat – eredményhirdetés
- Az igazság hírnöke – előadás
- A Fidesz-recept – könyvbemutató
- Politikai megváltás – könyvbemutató
- Az amerikai álom (vége) – John F. Kennedy – könyvbemutató
- Franco és 1956 – előadás

2024
- Marx és a Korán – könyvbemutató
- Vissza a múltba? Tito-nosztalgia Szlovéniában – előadás
- Nagy bűntetthez nagy eszme kell! videópályázat – eredményhirdetés
- Orbán kontra Soros – könyvbemutató
- Világrendetlenség – könyvbemutató
- Frontvonalban – könyvbemutató
- Csurka 90 – konferencia

2025
- Meghalt a woke, éljen a normalitás! – kerekasztal-beszélgetés
- "Fasizmus" – Az örök bunkósbot – kerekasztal-beszélgetés
- Nemzeti maximum – könyvbemutató
- Mindszenty öröksége esszé- és videópályázat – eredményhirdetés
- A "hosszú XX. század" vége – előadás